# Trocazduif
De trocazduif (Columba trocaz) is een vogel uit de familie van duiven (Columbidae).

## Verspreiding en leefgebied
De duif is endemisch op het eiland Madeira.

## Status
De grootte van de populatie is in 2015 geschat op 10-14 duizend volwassen vogels. Op de Rode lijst van de IUCN heeft deze soort de status niet bedreigd.